# NGC 3543
NGC 3543 је спирална галаксија у сазвежђу Велики медвед која се налази на NGC листи објеката дубоког неба.
Деклинација објекта је + 61° 20' 49" а ректасцензија 11h 10m 56,5s. Привидна величина (магнитуда) објекта NGC 3543 износи 14,2 а фотографска магнитуда 14,9. NGC 3543 је још познат и под ознакама UGC 6213, MCG 10-16-75, CGCG 291-34, PGC 33953.